# Monte Tobbio
El monte Tobbio (monte Tuggiu in ligur) es una montaña de los Apeninos ligures y mide 1.092 m s. n. m.

## Geografía
El Tobbio se sitúa en Piamonte (Italia) y es ubicado al norte de la línea divisoria a través de las cuencas hidrográficas del Río Po y del Mar de Liguria. Administrativamente pertenece al comune del Bosio (provincia de Alessandria). Debido a su ubicación aislada identificar el Monte Tobbio desde la llanura Padana es muy fácil.

### Medio ambiente
Las laderas del Tobbio son rocosos y poco fértiles porqué sus suelos se formaron principalmente a partire de la degradación de peridotitas. La montaña pertenece al Parco naturale delle Capanne di Marcarolo y al Lugar de Importancia Comunitaria llamado “Capanne di Marcarolo” (código IT1180026).

## Historia

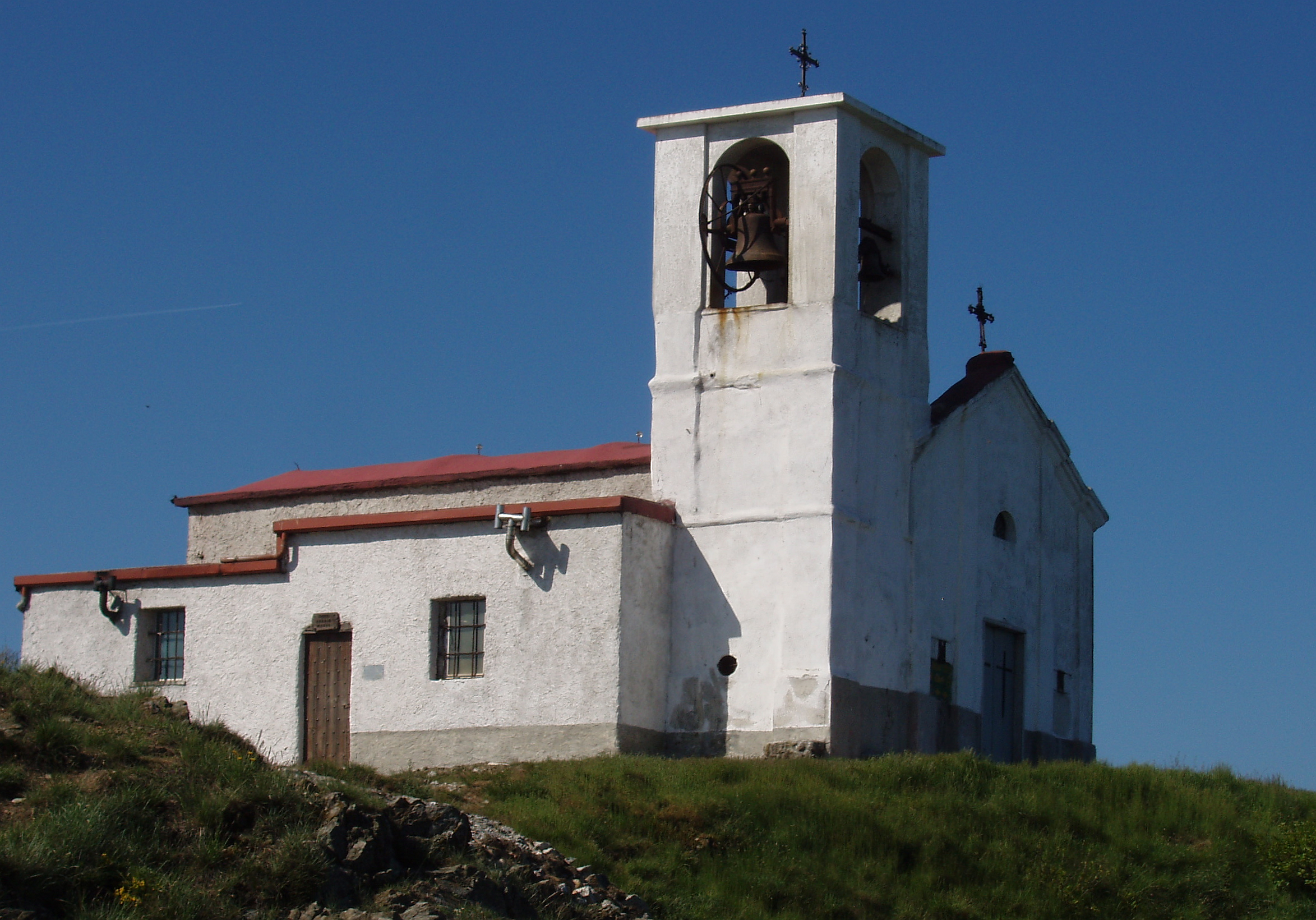
Iglesia de Nuestra Señora de Caravaggio

Sobre la cumbre del Tobbio es encuentra una pequeña iglesia dedicada a Nuestra Señora de Caravaggio, construida en 1892 y restaurada tras los graves daños sufridos durante la Segunda Guerra Mundial.
En la primavera de 1944 las tropas nazi-fascistas rodearon a un grupo de maquis en el Monte Tobbio. Después de un tiroteo algunos maquis lograron escapar. Los fascistas capturaron a los demás, los translaron cerca de la Abadía de la Benedicta y allí el 6 de abril de 1944 los fusilaron.

## Ascenso a la cima
Para llegar al Monte Tobbio se puede partir desde Voltaggio o desde Bosio, y desde su cima el panorama es muy largo. Algunas secciones del Club Alpino Italiano (C.A.I.), como la de Casale Monferrato, cada año organizan visitas  nocturnas al Tobbio.

### Refugios de montaña
- Maria Santissima di Caravaggio, formado por una habitación al lado de la iglesia y que puede utilizarse  en caso de emergencia.[3]
- Rifugio Escursionistico Nido Del Biancone, que es propiedad del parque y es ubicado en la Frazione Capanne di Marcarolo (Bosio).[10]